# Mezőhegyesi Gazdasági Vasút
A Mezőhegyesi Gazdasági Vasút keskeny nyomtávolságú gazdasági vasút volt Békés megye déli részén. Első vonalai 1889-ben épültek. Az 1950-es évek végén az Alföldi Kisvasúttal és a Sarkadi Gazdasági Vasúttal együtt Magyarország legnagyobb összefüggő kisvasúti hálózatának részét alkotta. Az 1970-es években felszámolták.

## Története

### Elődvasutak
Az 1950-es években kialakult egységes hálózat, a tulajdonképpeni Mezőhegyesi Gazdasági Vasút alapját a korábban, elsősorban mezőgazdasági termények szállítására létrejött három kisvasút képezte.

#### A mezőhegyesi birtokvasút
A Mezőhegyesi Állami Ménesbirtok több, mint 32.000 katasztrális hold nagyságú területén a szállítás – kövezett utak hiányában – rossz időjárás esetén nehézségekbe ütközött. Az 1889-re felépült mezőhegyesi cukorgyár kezdetben napi 8000 mázsa cukorrépát dolgozott fel, ebből hatezret a ménesbirtok szállított. Ennek megkönnyítésére épültek ki, szintén 1889-ben a kisvasút első vonalai.
Az eredetileg 5 vágányos központi állomás a cukorgyár mellett, annak északi oldalán épült fel, innen indult ki a négy fővonal, feltárva a ménesbirtok teljes területét. Az építésnél takarékosságra törekedtek, a sík terepen kevés műtárgyra volt szükség.
Mindössze négy híd az Élővíz-csatornán), illetve 3 magasépítmény készült, (egy 19x10 méteres mozdonyszín, és két őrház az Aradi és Csanádi Egyesült Vasutak keresztezésénél).
A 9.3 kilogramm/folyóméteres síneket Resicabányán hengerelték.
A forgalom lebonyolításához 1 használt, és 4 új gőzmozdonyt szereztek be. Ezeket pályaszám helyett a kerületek neveivel jelölték, (Fecskés, Mezőhegyes, Pereg, Kamarás, Kovácsháza).
A kisvasút természetesen nem csak a cukorrépa szállítására szolgált, a birtok mindenféle termény, anyag, állat, esetenként személyek szállítására is felhasználta, szükség szerint. Az iskolával nem rendelkező kisebb majorokból a gyerekeket fedett, lóval vagy szamárral vontatott, a népnyelvben „majomfogónak” nevezett lóréval vitték iskolába. A kezdeti 34 kilométerről 1917-re 87 kilométerre növekedett az állandó vágányhálózat, a sínek minden jelentősebb majorba eljutottak. Az állandó pálya mellett több kilométernyi, könnyen áthelyezhető, úgynevezett repülővágány segítette a betakarítást, ezeken a kocsikat általában 2 ökör vagy bivaly segítségével mozgatták.
1920 után a gazdaság átmenetileg nehéz helyzetbe került, a pályatest karbantartására nem futotta, a kevésbé forgalmas szakaszok felbontásával javították ki az elhasználódott részeket. A vasút teljes vágányhossza a háború előtti 87 kilométerről 78-ra csökkent.
A birtokvasút négy fővonala
- Fecskési vonal

Mezőhegyest északi irányban elhagyva, a Belső és Külső Fecskési kerületeket tárta fel. A mai Vasút és Hunyadi utcák vonalában haladva érte el a Komlósi utat, majd a 6-os és a 81-es majorok érintésével a 84-es majornál ért véget. Legfontosabb szárnyvonala az Aradi út mentén húzódott, a 88-as majort (jelenleg Végegyháza Árpádtelep) kapcsolta be a hálózatba.
- Kamarási vonal

Mezőhegyes központján keresztül, (Tavasz utca–központi magtár–Hild utca útvonalon), majd a települést északkeleti irányban elhagyva a 73-as major (Csatókamarás) érintésével a 67-es majorig vezetett. A 19-es erdő után szintben keresztezte az Aradi és Csanádi Egyesült Vasutak kétegyházi vonalát. Szárnyvonalai a 21-es (Belsőkamaráspuszta) és 23-as majorokba is eljutottak.
- Peregi vonal

Délkeleti irányban a Külső és Belső Peregi kerületeket fűzte fel, érintve többek között a 39-es, 47-es, 52-es, 57-es majorokat. Szintben keresztezte az Aradi és Csanádi Egyesült Vasutak szegedi vonalát.
- Kendergyári vonal

A legrövidebb, kezdetben mindössze 4 kilométer hosszú vonal délnyugati irányban a Külső Mezőhegyesi kerületbe vezetett, érintve a 28-as, 32-es majorokat. 1893-tól kiszolgálta az újonnan épített kendergyárat is. 1973-as megszüntetéséig zsákvonal maradt.

#### Az AEGV Cikóhalmi vonala
Az Alföldi Első Gazdasági Vasút (AEGV) első vonalának létesítését Boros Béni, az ACSEV főmérnöke javasolta, miután 1893 esős őszén a mezőgazdasági termények szállítása szinte lehetetlenné vált. A mezőkovácsházi vasútállomástól Református Dombegyháza (ma Magyardombegyház) határáig vezető, mintegy 15 kilométer hosszú, 760 milliméter nyomtávolságú vasutat 1894 őszén adták át a forgalomnak. A 9.25 kilogramm/folyóméter súlyú síneken legfeljebb 20 kilométer/óra sebességet, és 4 tonna tengelyterhelést engedélyeztek. A vonalat eleinte csak az építtető földbirtokosok használhatták, később engedélyezték közforgalomra. Személyforgalma nem volt. Üzemeltetése 1951-ben került át az Alföldi Kisvasúttól a Mezőhegyesi Gazdasági Vasúthoz, ahol a Mezőkovácsháza–Lőkösháza vonal részét képezte.

#### A Battonya–Margitpusztai iparvasút
A 30 kilométer hosszú, gőzüzemű kisvasút 1924-25-ben épült. A battonyai vasútállomástól kiindulva, a Dombegyház melletti Nyékimajor érintésével Dombiratos határáig vezetett. Építtetői a környékbeli földbirtokosok voltak. Elsődleges feladata a mezőhegyesi cukorgyár részére cukorrépa szállítása volt. (A répa Battonyától átrakás után nagyvasúton jutott el a gyárba).

### A hálózat kiteljesedése és fénykora
1949-ben megalakult a Mezőhegyesi Gazdasági Vasút Nemzeti Vállalat (GVNV).
Még ugyanebben az évben megkezdődött a Mezőhegyes környéki vonalak fejlesztése és közforgalmúvá szervezése, néhány év alatt több mint 50 kilométernyi új pálya lefektetésével egységes hálózatot hoztak létre. A volt birtokvasút vonalai közül kettőt az Alföldi Kisvasúttal, egyet a battonyaival kapcsoltak össze, új vasútvonal épült Kunágota és Lőkösháza között. A megnövekedett forgalom kiszolgálása érdekében 20 vágányosra bővítették a mezőhegyesi állomást. 1957-ben a Lőkösháza - Kintzigmajor vonal megépülésével zárult le a hálózat kiépülése.
Az árufuvarozást általában vegyesvonatokkal bonyolították le. Külön tehervonatok jellemzően csak az őszi szállítási csúcsban közlekedtek. Kiemelkedő volt a mezőhegyesi cukorgyár részesedése, jellemző adat, hogy 1969-ben az összesen elfuvarozott 105905 tonna áruból 67682 tonnát, 64%-ot tett ki a cukorrépa és a répaszelet. Jelentős tétel volt még a szén, és a mezőhegyesi kendergyárba – részben a Alföldi Kisvasút vonalán feladott – kenderkóró szállítása is. Ennek megfelelően a teherforgalom erős szezonális ingadozást mutatott, 1969 novemberében például a februári mennyiség tizenkét és félszeresét kellett elszállítani.
A személyforgalmat a rövid távú utazások jellemezték, 8-10 kilométer átlagos utazási távolsággal. Kiemelkedő forgalma volt a Kunágota - Lőkösháza szakasznak. 1961-ben 503 ezer, 1966-ban 524 ezer, 1969-ben 438 ezer fő utazott a kisvasúton.

#### A Mezőhegyesi GV fővonalai
- Mezőhegyes–Mezőhegyesi elágazás (16 km)[7]

A birtokvasút Fecskési vonalát 1950-ben, bő 5 kilométernyi új pálya, és egy vasbeton Száraz-ér híd építésével meghosszabbították az Alföldi Kisvasút Mezőkovácsháza–Orosháza vonaláig. Így már az Alföldi Kisvasúton Mezőhegyesre feladott
cukorrépa és kender is átrakás nélkül kerülhetett a gyárakba. Általában napi kettő-négy pár személyvonat közlekedett Mezőhegyes és Lehóczki kitérő között. Az 1960-as években időnként néhány járat Mezőhegyes elágazásig közlekedett. Újdonság volt 1965-től egy - csak nyári időszakban közlekedő - Mezőhegyesről 9 órakor induló vonat, amely valószínűleg a Lehóczki kitérőtől néhány száz méterre levő szabadtéri termálfürdőt, a „Néplavórt” szolgálta ki. Az 1960-as évek végén a vonalon a síneket erősebbekre cserélték, a sebesség felemelésével a menetidő Lehóczki kitérőig 80 percről 50 perc alá csökkent.
- Mezőhegyes–Külsőmezőhegyespuszta (6 km)[8]

A birtokvasút Kendergyári vonala volt. 1949-ben a Mezőhegyes GV állomás–Újmezőhegyes szakasz új nyomvonalra került, immár a 17-es majort is érintve. Itt 12 kilogramm/folyóméteres síneket fektettek, a vonal többi részén megmaradt az építéskori 9.3 kilogrammos felépítmény. Az engedélyezett sebesség 10 km/óra volt. Fő feladatát továbbra is a kendergyár kiszolgálása képezte. Napi két pár végig közlekedő személyvonat jellemezte, illetve munkanapokon reggel egy Külsőmezőhegyespuszta–Kendergyár munkásjárat.

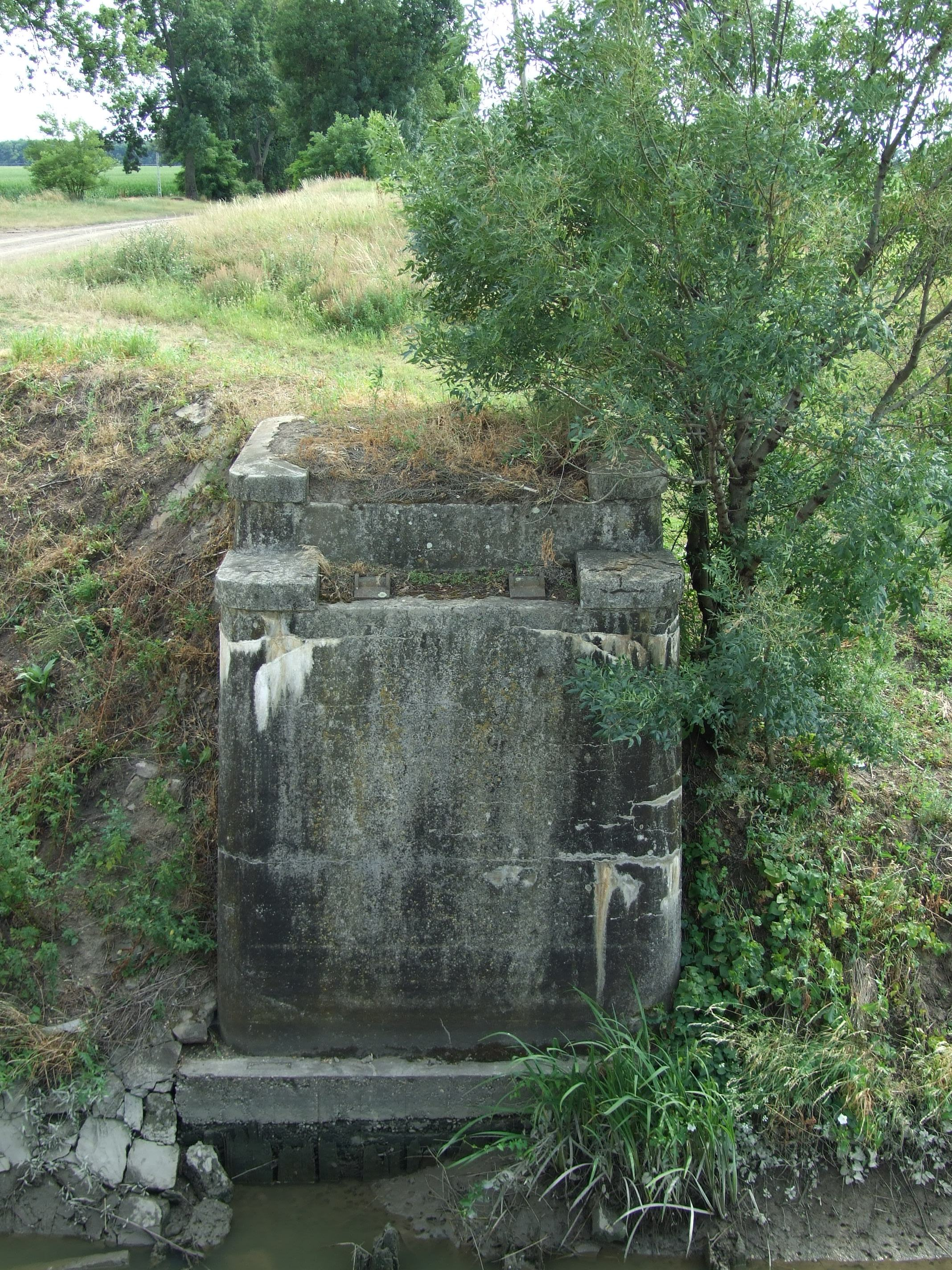
A vilmosmajori vonal Élővíz-csatorna hídjának maradványa

- Mezőhegyes–Vilmosmajor (18 km)[9]

Alapját a Kamarási vonal képezte. Már 1949-ben felmerült az összekötése az akkor még az Alföldi Kisvasút kezelésében lévő Cikóhalmi vonallal. Ekkor még a 73-as majornál kiágazó 70-es majori szárnyvonal Henrik majorig történő meghosszabbítását tervezték, ez végül nem valósult meg. Az új összekötő szakasz mintegy 1 kilométerrel délebbre, Vilmosmajortól kiágazva, a Rajta erdő mellett elhaladva és a birtokvasúthoz a 67-es major előtt kapcsolódva épült meg – 1954-ben adták át a forgalomnak. A mintegy 4 kilométer hosszú új pálya építésénél 14 kilogrammos síneket használtak, a Száraz-éren 11 méter nyílású, vasbeton teknőhíd létesült. Általában napi 2-3 pár személyvonat közlekedett Mezőhegyes–67-es major között, egyes időszakokban Vilmosmajorig. A vonalon az engedélyezett sebesség 25 km/óra volt, kivéve Mezőhegyes belterületén és a 73-as majorban, ahol csak 10 km/óra.
- Mezőhegyes–Battonya (20 km)[10]

Alapja a birtokvasút Peregi vonala volt, melyet még 1949-ben összekötöttek a szintén mezőhegyesi kezelésbe került Battonya–Margitpusztai iparvasút battonyai végállomásával. Ezután a Battonya és Dombegyház környékén termelt cukorrépa is átrakás nélkül került a cukorgyárba. A mintegy 6 kilométer hosszú új szakasz építésénél 9.3 kilogrammos síneket használtak.
Személyforgalmat napi két járatpárral elsősorban Mezőhegyes és a 47-es major között bonyolított, Battonyáig mindössze szerdán és szombaton közlekedett egy délelőtti vonatpár. Az engedélyezett sebesség 10 km/óra volt.
- Battonya–Dombiratos (31 km)[11]

A Battonya–Margitpusztai vonalat 1952 folyamán keresztülvezették Dombegyház belterületén, Dél utca–Felszabadulás utca útvonalon. (Az eredetileg csak teherszállításra épült vonal a falut északnyugaton elkerülte). Még ugyanebben az évben felvették a személyforgalmat is, mely mindvégig jellemzően napi két pár végig közlekedő személyvonatot jelentett, egyes években egy délelőtti Battonya–Dombegyház betétjárattal. Az első vonat igen korán, éjjel 1 órakor indult Battonyáról. A 31 kilométer megtételéhez mintegy két és fél óra kellett.
- Mezőkovácsháza–Dombiratos–Lőkösháza (35 km)[12]

1952 májusában adták át az új építésű Dombiratos–Kevermes–Lőkösháza szakaszt. Építésénél 12 kilogrammos síneket használtak, fa aljakra rögzítve. Az 1952.05.18-án életbe lépett menetrendben napi 3 pár személyvonat közlekedett a két végpont között, melyek a 12 kilométeres utat 52 perc alatt tették meg. A teljesárú menetdíj Dombiratos–Lőkösháza viszonylatban ekkor 3 forint 60 fillér volt. A vasútépítés gőzerővel folytatódott, ősszel már Mezőkovácsháza és Dombiratos között is közlekedtek a kisvonatok. A vonalszakasz létesítésénél felhasználták az AEGV egykori Cikóhalmi vonalát, melynek végpontja előtt mintegy két és fél kilométerre, az urbántanyai közút keresztezésénél ágazott ki az új építésű rész, amely Kunágota főutcáján is végighaladva érte el Dombiratost. Itt 14 kilogrammos síneket fektettek, vasbeton aljakra. A kor közlekedéspolitikájára jellemző, hogy a forgalom felvételekor a párhuzamos autóbuszjáratot megszüntették. 1960 körül a régi építésű Mezőkovácsháza–Kunágota rakodó szakaszt is felújították, szintén 14 kilogrammos, vasbetonaljas kivitelben, így a teljes vonalon 25 kilométer óra sebességet és 5.5 tonna tengelyterhelést engedélyeztek. A hálózaton a legnagyobb személyforgalmat bonyolította, a napi 8-9 Lőkösháza–Kunágota vonatpárból 2-3 közlekedett Mezőkovácsházáig. Ezen a vonalon futópróbáztak az első C–50-es motormozdonyok, és itt közlekedett 1953-tól az első Gazdasági Vasúti mozgópostakocsi, (Kevermes, Dombiratos és Kunágota községek postahivatalainak anyagát szállította).

#### Meg nem valósult vasútépítések
A Cikóhalmi vonal az építtető birtokosok igényei szerint, lakott területektől távol épült. A Mezőkovácsháza–Lőkösháza személyforgalom megszervezésekor komoly problémaként jelentkezett, hogy a kisvasúttól az utasoknak mintegy két-három kilométert kellett Mezőkovácsháza központjáig gyalogolnia. A városon való átvezetésre több terv született.
Az elfogadott változatban az új nyomvonal a Deák Ferenc utcán haladt volna végig, majd a település elhagyása után fordult volna Kunágota felé, az urbánmajori földút mentén érve el a régi pályát. Más változatokban a Deák utca helyett a Kossuth vagy az Árpád utcán haladt volna végig a kisvonat, illetve az Árpád utcáról az Alkotmány utcára (délre) forduló nyomvonalterv is létezett, amely a battonyai út mentén csatlakozott volna a meglevő vasútba.
A Battonya–Dombiratos szakasznál a vonalvezetés problémája szintén fennállt. Bár Dombegyházán már 1952 nyarán keresztülvezették a vasutat, a vonal továbbra is nagy kerülővel érte el Dombiratost, illetve felmerült az igény a járás központjának, Mezőkovácsházának a közvetlen elérésére. A tervek szerint az új vonal Dombegyháztól északra Kisdombegyház és Magyardombegyház érintésével érte volna el a Cikóhalmi vonalat, annak felhasználásával jutva el Mezőkovácsházára. Kisdombegyházon deltavágánnyal ágazott volna ki az új Dombiratosi vonal. Az teljes építési költséget hatmillió forintra becsülték.
1956-ban közigazgatási bejárást tartottak Belsőperegpuszta környékén. A tervezett új összekötő vonal hossza mintegy 4 kilométer lett volna. Az 57-es majori szárnyvonal folytatását képező szakasz az elevátor mellől indulva szintben keresztezte volna a MÁV 125 vonalát, majd a 65-ös major kiszolgálása után a Kamarási (Vilmosmajori) vonalba csatlakozva ért volna véget.

#### Járművek

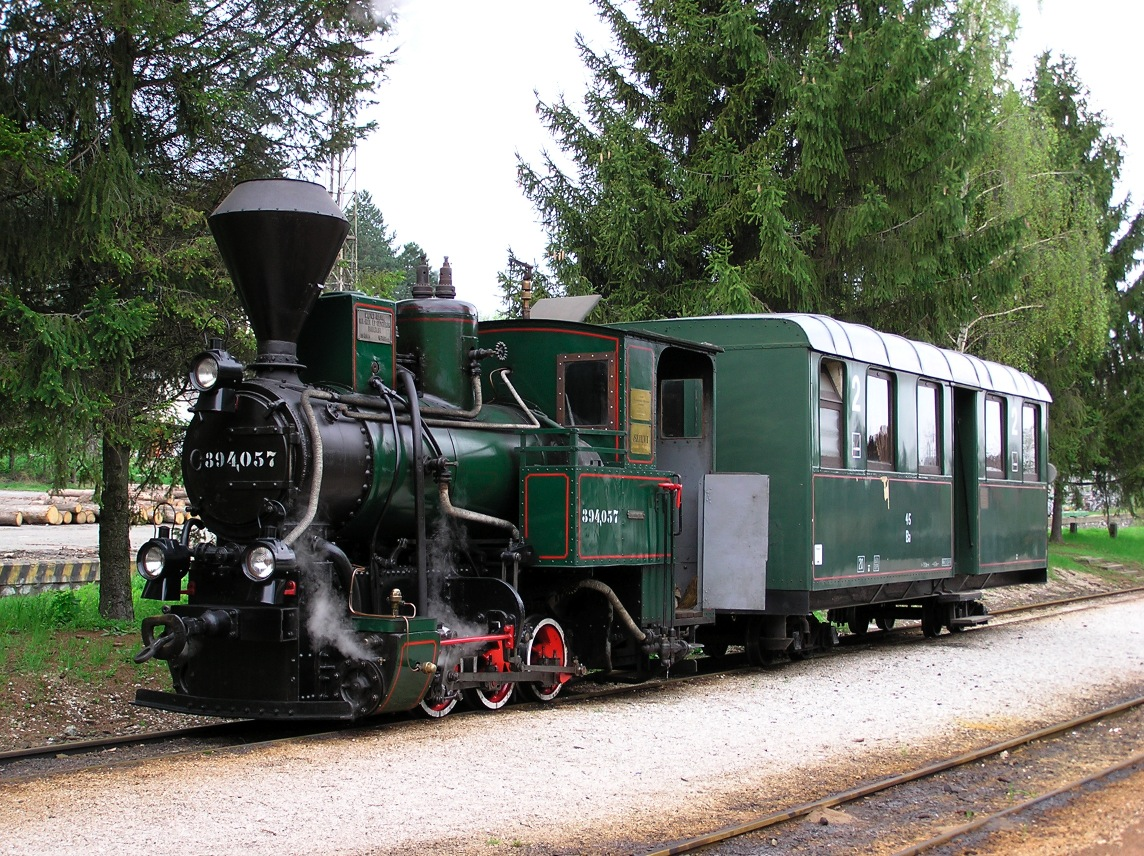
Szilvi, a Szilvásváradi Állami Erdei Vasúton

Az elődvasutaktól (Battonya, mezőhegyesi birtokvasút) örökölt gőzmozdonyok, lórék mellett több más, különböző eredetű gőzmozdony szolgált 1949 után a kisvasúton, többek között a 394,057 pályaszámú is, amely jelenleg a Szilvásváradi Erdei Vasút „Szilvi” nevű gőzmozdonya. Az 1924-ben gyártott 394,023, amely a battonyai iparvasút gőzmozdonya volt eredetileg, jelenleg Debrecenben, a Zsuzsi Erdei Vasúton közlekedik. Az 1950-es évek elején egy-két B–26 és MD–40 típusú mozdony is feltűnt a hálózaton, de a végleges megoldást a dízelesítésre a C–50 sorozat jelentette, amely rövid időn belül gyakorlatilag egyeduralkodó vontatójárművé vált. A típus első példányainak futópróbáit Dombiratos térségében tartották, 1952 tavaszán. A következő 23 évben - az utolsó vonal bezárásáig - összesen legalább 34 különböző C–50 sorozatú mozdony dolgozott hosszabb-rövidebb ideig a kisvasút vonalain. A pálya megerősítése után néha az Alföldi Kisvasút Mk48 mozdonyai is eljutottak tehervonatokkal Mezőhegyesre.
A személykocsiállomány meglehetősen vegyes volt. Legtöbb a Debreceni Járműjavítóban készült Bak 54000 sorozatú, 4 tengelyes, középbejárós járműből szolgált, de közlekedtek például eredetileg Budapesten, villamosként szolgált kocsik is, (BKVT Q típus).
Gördülőállomány 1969-ben:

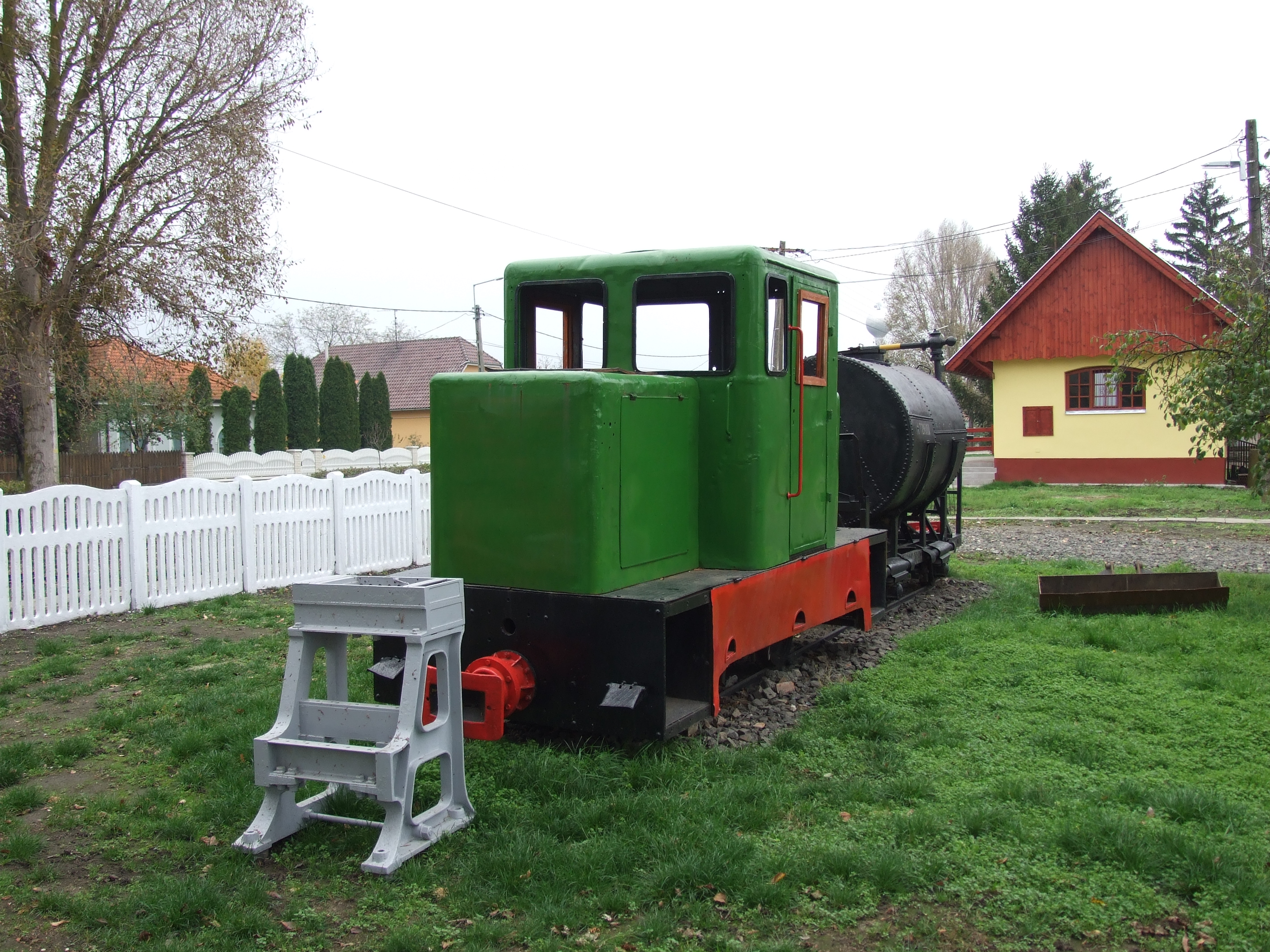
C–50 3719 Kaszaperen kiállítva, pályafutását 1952-ben Mezőhegyesen kezdte

- 11 darab 3700-as sorozatú C–50 motormozdony
- 6 darab 5700-as sorozatú C–50 motormozdony
- 2 darab poggyászkocsi
- 16 darab 4 tengelyes 2. osztályú személykocsi
- 7 darab 2 tengelyes 2. osztályú személykocsi
- 150 darab nyitott teherkocsi
- 38 darab fedett teherkocsi
- 6 darab tartálykocsi (gázolaj, gyomirtó)
- 5 darab lóréalváz
- 5 darab pőrekocsi

### A vasút megszüntetése

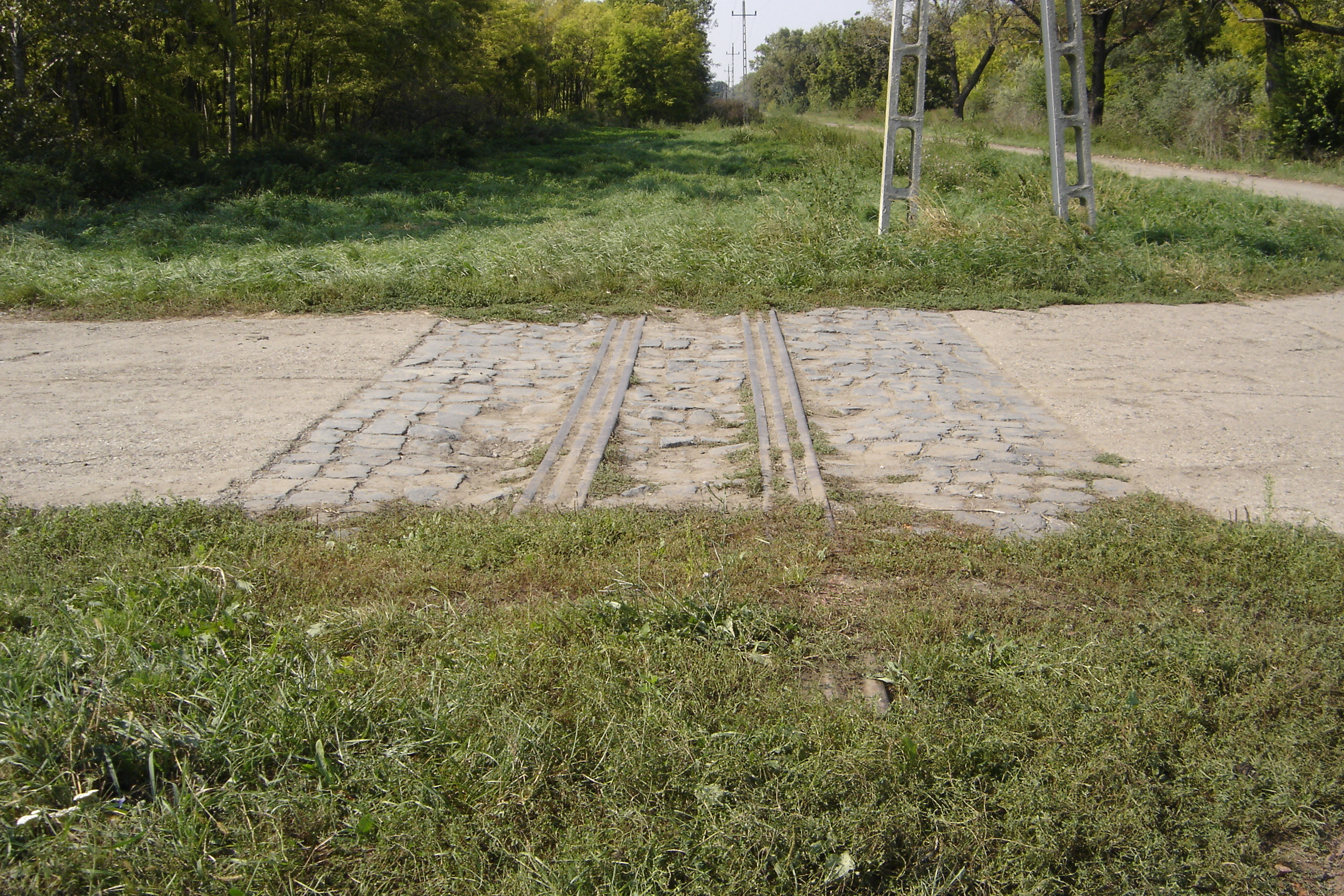
Egykori útátjáró Mezőhegyes–Battonya között a 39-es majornál

Míg az 1950-es évek a fejlesztésről szóltak, az 1960-as években fokozatosan a közúti szállítás került előtérbe. A részben nem megfelelő vonalvezetésű, 10-25 kilométer/órával zötykölődő kisvasút a személyszállításban is egyre kevésbé tudott megfelelni a kor követelményeinek. Az 1968-as közlekedéspolitikai koncepció végleg megpecsételte a sorsát, korszerűsítés helyett felszámolták. Az 1960-as évek végére felhagytak több kis forgalmú szárnyvonalat, majd 1969 nyarán megszűnt a csatlakozó Alföldi Kisvasút Pusztaföldvár–Mezőkovácsháza vonala, így a mezőkovácsházi vonal zsákvonal lett. Szigetüzemmé azonban csak két év múlva vált a hálózat, mert 1971-ig – az Alföldi Kisvasút teljes felszámolásáig – teherszállítás és üzemi menetek céljára üzemben maradt a Kaszaper–Mezőhegyes elágazás szakasz. A törzshálózat szanálása is itt kezdődött, először 1972-ben engedélyt kaptak az immár forgalom nélküli Lehóczki kitérő–Mezőhegyes elágazás szakasz bontására, majd 1973 tavaszán felhagyták a volt fecskési vonal megmaradt részét is. Még ugyanezen év december 31.-én megszűnt a kendergyári vonal, majd 1974 március elsejével a 67-es major–Vilmosmajor vonalszakasz következett. Ősszel felszámolták a kamarási vonal maradékát és a Mezőkovácsháza–Dombiratos szakaszt, így 1974 végére már csak a Mezőhegyes–Battonya–Dombiratos–Lőkösháza közötti bő 60 kilométer maradt üzemben. Békés megye utolsó közforgalmú kisvasútja sorsát végül nem kerülhette el, 1975.12.31.-én este itt is elment az utolsó vonat.
Bezárás után a pályát elbontották, a járművek egy része más kisvasutakon, (például Szobon) talált menedéket, vagy éppen magántulajdonban, fészerként kezdett új életet – de többségüket szétvágták. Ma már csak az Élővíz-csatorna hidak vasbeton hídfői, az útátjárók helyén az aszfalt alól ki-kibukkanó sínszálak, kisvasúti sínekből épült kerítések, betonaljakból készült járdák, és néhány rövid töltésmaradvány emlékeztet az egykori kisvasútra.